# Andreï Belooussov
Pour les articles homonymes, voir Belooussov.
Andreï Removitch Belooussov (en russe : Андре́й Рэ́мович Белоу́сов ; prononcer « Belo-oussov »[évasif]) est un économiste et homme politique russe, né le 17 mars 1959 à Moscou.
Il devient ministre du Développement économique en 2012, puis assistant du président de la fédération de Russie en 2013.
De 2020 à 2024, il est premier vice-Premier ministre dans le premier gouvernement de Mikhaïl Michoustine.
En mai 2024, il devient ministre de la Défense de la fédération de Russie, en remplacement de Sergueï Choïgou, dans le second gouvernement de Mikhaïl Michoustine.

## Biographie

### Enfance et éducation
Andreï Belooussov est né à Moscou le 17 mars 1959,,, fils de Rem Alexandrovitch Belooussov, économiste soviétique de notoriété nationale, et d'Alissa Pavlovna, radiochimiste, spécialisée dans la chimie des éléments rares.
Il étudie l'économie à l'université d'État de Moscou et obtient son diplôme avec distinction en 1981.
Il a un frère plus jeune, Dimitri, également devenu économiste.

### Carrière
De 1981 à 1986, Belooussov est chercheur stagiaire puis chercheur junior au laboratoire de simulation de systèmes homme-machine de l'Institut central de mathématiques économiques. De 1991 à 2006, il est chef de laboratoire à l'Institut de prévision économique de l'Académie russe des sciences. Il est conseiller externe auprès du Premier ministre russe de 2000 à 2006.
En 2005, il publie le rapport « Tendances à long terme de l’économie russe : scénarios de développement économique de la Russie jusqu’en 2020 ». Il y prédit notamment la crise économique de 2008, la possible récession de l’économie en 2011-2012 et même des difficultés de l’administration publique en 2015-2017.
De 2006 à 2008, il est sous-ministre du Développement économique et du Commerce. En 2007, on lui accorde le titre d'économiste de la fédération de Russie.
De 2008 à 2012, Belooussov est directeur du département des finances et de l'économie au cabinet du Premier ministre d'alors, Vladimir Poutine,, pendant la présidence de Dmitri Medvedev.
Le 21 mai 2012, il succède à Elvira Nabioullina comme ministre du Développement économique, dans le gouvernement dirigé par le Premier ministre Medvedev (en),.
Le 24 juin 2013, Belooussov est nommé assistant pour les affaires économiques du président Poutine.
Le 21 janvier 2020, Belooussov est nommé premier vice-président du gouvernement dans le premier gouvernement de Mikhaïl Michoustine. Lorsque celui-ci annonce le 30 avril 2020 avoir été testé positif au coronavirus Covid-19, Belooussov assure l'intérim jusqu'au 19 mai suivant.
Le 12 mai 2024 dans le second gouvernement de Mikhaïl Michoustine, le président russe Vladimir Poutine nomme Belooussov ministre de la Défense de la Russie, en remplacement du ministre de la Défense sortant Sergueï Choïgou, à compter du 14 mai 2024,. Belooussov est par ailleurs réputé « incorruptible ».

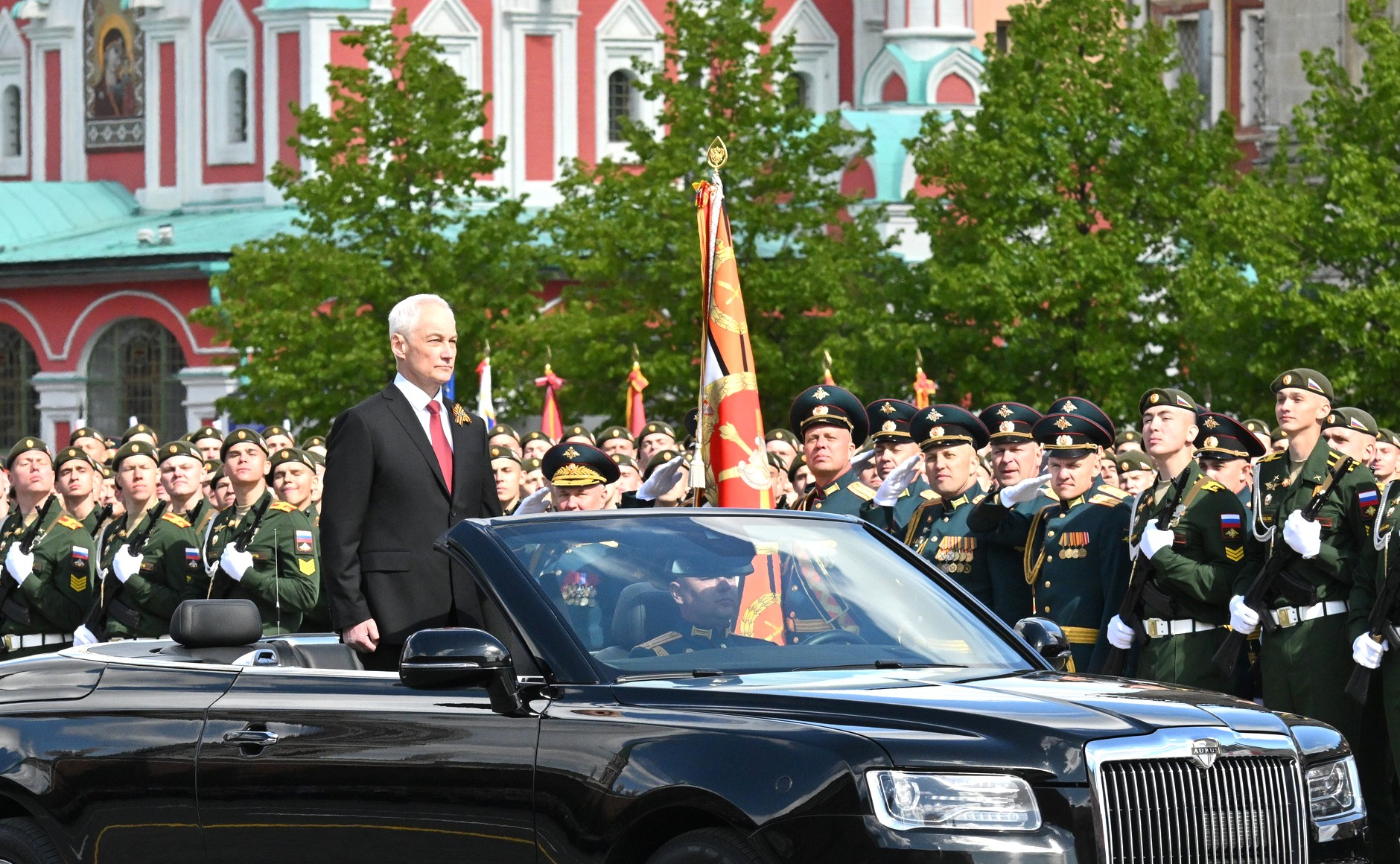
Belooussov lors de la parade du 80e anniversaire de la victoire soviétique contre l'Allemagne.

C'est sous son mandat que, dans le contexte de l'invasion russe de l'Ukraine, ont lieu les incursions ukrainienne en Russie occidentale en août 2024.

### Vie privée
Belooussov est marié à une économiste avec laquelle il a eu un fils.
Depuis sa jeunesse, Belooussov a pratiqué plusieurs sports, dont le sambo et le karaté. Il s'est ensuite mis au fitness.
En 2007, il s'est fait baptiser selon le rite orthodoxe russe dans le temple de l’icône de Kazan de la Mère de Dieu, du village de Poutchkovo (ru) dans le sujet autonome de la ville de Moscou.
Selon son frère Dimitri, Andreï Belooussov cultive une érudition en peinture, notamment sur le peintre néerlandais Rembrandt.

## Décorations
Belooussov a le grade civil de conseiller d'État effectif de la fédération de Russie de 1re classe.